# Трамвай Трієст — Опічина
45°40′14″ пн. ш. 13°47′21″ сх. д. / 45.6705° пн. ш. 13.7891° сх. д.
Трамвай Трієст — Опічіна (італ. Tranvia di Opicina) — вузькоколійна міська трамвайна система в Трієсті, Італія. 
Лінія є поєднанням традиційного трамвая з фунікулером та унікальна 
.
Лінія сполучає площу Обердан, розташовану в північній частині центру міста, з сусіднім селом Вілла-Опічина, що знаходиться на пагорбах над містом
.

## Історія

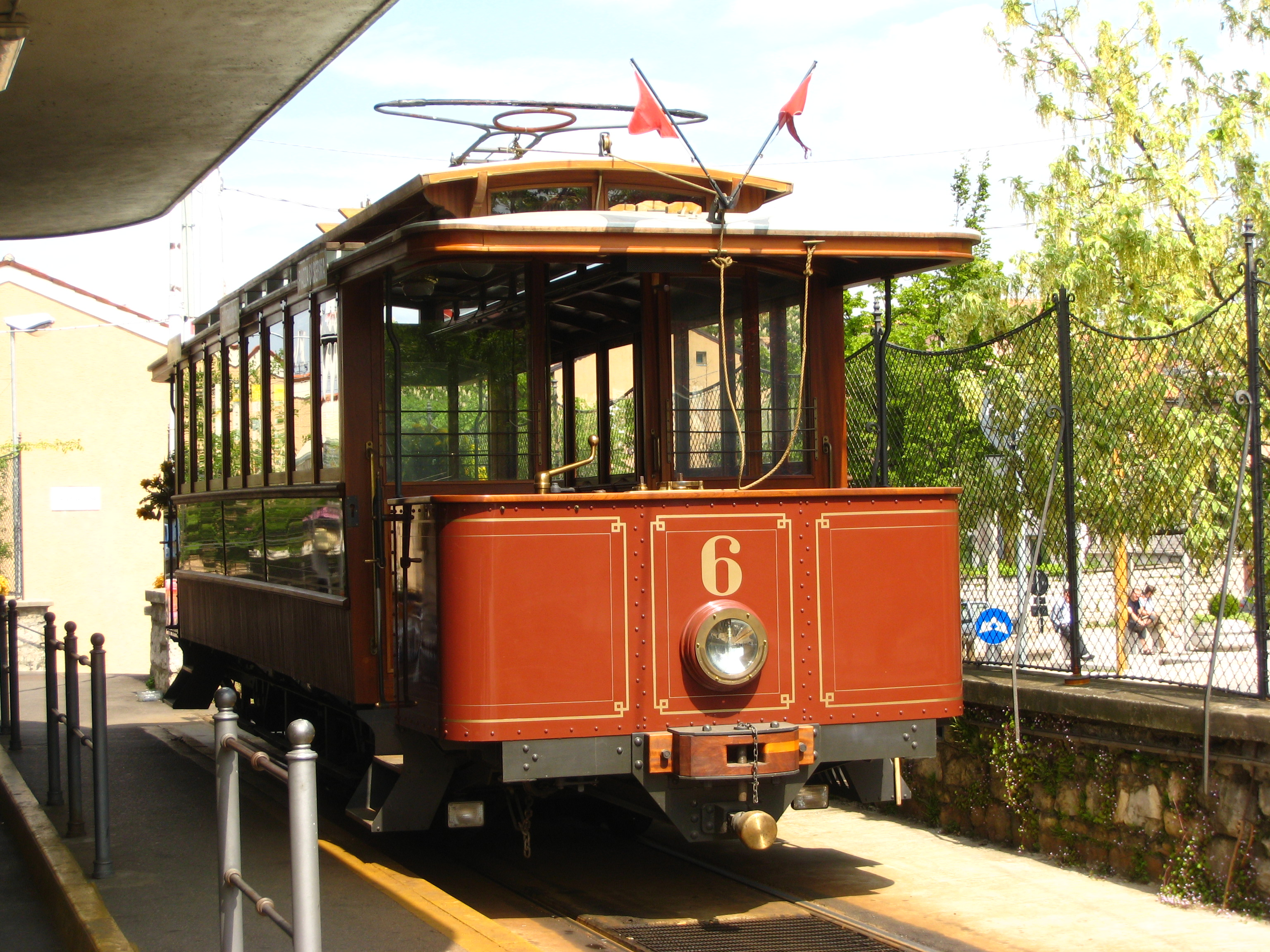
Один з перших шести трамваїв, місце водія ще без вікон. Вони були додані лише в 1908 році.

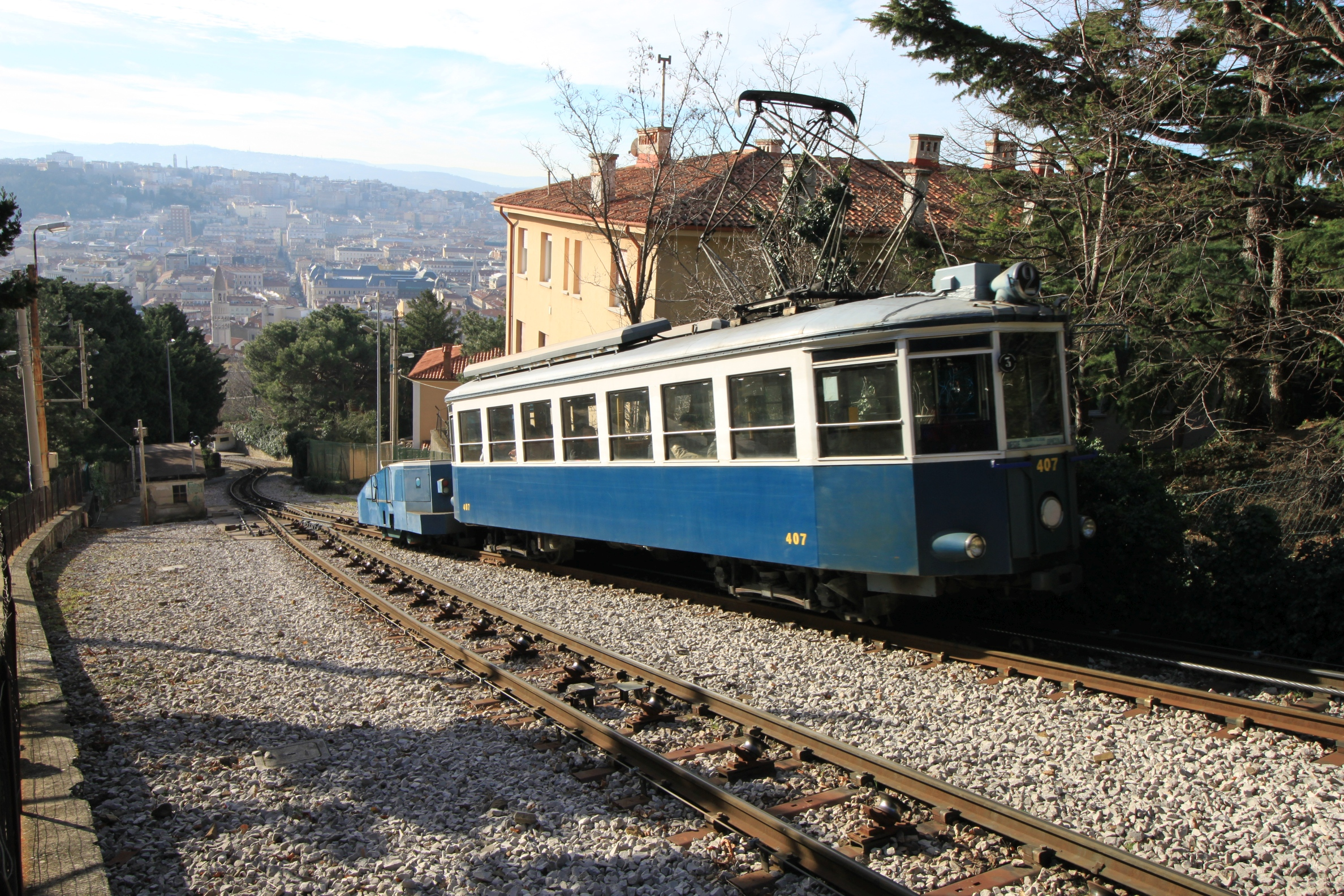
Сучасний трамвай з буфером

Місто Трієст і Опічина в 1857 році були сполучені залізницею. 
Через рельєф місцевості довжина залізничного маршруту становила 32 км. 
До того ж станція знаходилась на значній відстані від Опічини 
. 
Усе це викликало небажання мешканців користуватися залізничним сполученням. 
Оскільки Опічина розташована частково в гірській місцевості, було вирішено замінити класичний трамвай на зубчасту залізницю. 
Першу чергу, довжиною 869 м, П'яцца-Скоркола — Ветта-Скоркола відкрито у вересні 1902 року. 
Тоді введено в експлуатацію шість двовісних вагонів. 
Вагон з номером «1» (заводський номер 401) експлуатується і сьогодні. 
Це найстаріший діючий трамвай в Європі 
. 
У наступні тридцяти років система продовжувала розширюватися. 
За цей час збудовано ще десять зупинок. 
Однак під час розширення в квітні 1928 року система була змінена із зубчастої залізниці на фунікулер 
. 
У 2012–2014 рр. лінію закрили на ремонтні роботи. 
16 червня 2016 року сталося лобове зіткнення трамваїв, у якому постраждали 9 осіб 
. 
Тому рух трамвая було призупинено, а на його маршруті (лінія 2) запущено замінний автобус.

Повторне відкриття лінії відклали до лютого або березня 2020 року, крайнього терміну, встановленого міською радою Трієста 
, 
а потім знову відкладено через пандемію COVID-19, але станом на кінець 2021 року мало відбутися у 2022 році 
.
Трамвай відновив роботу 1 лютого 2025 року. 

## Опис
Лінія має загальну довжину 5,2 км і піднімається з 3 м над рівнем моря в Трієсті до 329 м НРМ в Опічино. Лінія одноколійна з шириною колії 1000 мм, має 11 проміжних зупинок та чотири роз'їзди. 
Кінцева зупинка на П'яцца-Обердан має дві колії, хоча зазвичай використовується лише одна. 
На дільниці П'яцца-Обердані — П'яцца Скоркола, (приблизно 400 м), лінія проходить вздовж Віа-Мартірі-Делла-Ліберта через забудовану міську територію.

Від П'яцца-Скоркола до Ветта-Скоркола (869 м), фунікулер проходить виокремленою лінією. 
Фунікулерна дільниця має довжину 799 м і піднімається по вертикалі на 160 м з максимальним похилом 26 %. 
Біля його підніжжя знаходиться натяжна станція. 
У центрі секції фунікулера в Романьї знаходиться перший роз'їзд, який використовується в звичайному режимі. 
Хоч лінія під роз'їздом є одноколійною, останні приблизно 120 м роз'їзду нижче Ветта-Скоркола прокладені дві колії, що дозволяє кожній натяжній станції використовувати окрему колію. 

Довша верхня дільниця, від Ветта-Скоркола до Вілла-Опічина, прямує придорожнім відводом або приватною смугою відводу у відкритій сільській місцевості. 
На цій дільниці є три роз'їзди, хоча лише той, що знаходиться в Конконелло, використовується в звичайному режимі, а роз'їзди в Колоньї, Кампо Спортіво та Кампо-Романо, використовуються лише за наявності додаткових послуг. 
Біля кінцевої зупинки Віллі-Опічина знаходиться п'ятиколійне депо. 

## Зупинки
Список зупинок
- П'яцца-Обердан (кінцева зупинка)
- П'яцца-Скоркола
- Сант'Анастазио
- Романья
- Ветта-Скоркола
- Колонья-Кампо-Спортіво
- Колонья-К'єсетта
- Конконелло
- Банне
- Обеліско
- Кампо-Романо
- Віа-Націонале
- Вілла-Опічина (кінцева зупинка)